# 郑柏平
郑柏平（1957年—），湖北武汉人，汉族，第十一届全国人民代表大会湖南地区代表。
毕业于武汉钢铁学院轧钢工程专业，是中共党员。担任湖南华菱涟源钢铁集团有限公司总经理。2008年起担任全国人大代表。